# لیگاند زد
لیگاند زد (به انگلیسی: Z-Ligand) در دسته بندی پیوندهای کووالانسی به دسته ای از لیگاند ها گفته می‌شود که دو الکترون از اتم فلزی مرکزی دریافت می کند.این بر خلاف لیگاندهای ایکس  است که در آن هر کدام یک الکترون به اشتراک می گذارند.همچنین لیگاندهای ال نوع دیگری از لیگاندها هستند که در آن لیگاند دو الکترون به فلز مرکزی می دهد.